# Довбиська селищна територіальна громада
Довбиська селищна  територіальна громада — територіальна громада в Україні, у Звягельському районі Житомирської області. Адміністративний центр — селище Довбиш.
Площа громади — 146,9 км², населення — 6258 мешканців (2018).

## Населені пункти
До складу громади входять 3 селища (Довбиш, Кам'яний Брід, Мар'янівка, ) та 13 сіл: Адамівка, Дібрівка, Дорогань, Жовте, Зятинець, Лісова Поляна, Любарська Гута, Наталія, Ожгів, Осичне, Тартак, Турова та Червонодвірка.

## Історія
Громада утворена 27 липня 2016 року шляхом об'єднання Довбиської та Мар'янівської селищних рад Баранівського району.
Відповідно до розпорядження Кабінету Міністрів України № 711-р від 12 червня 2020 року «Про визначення адміністративних центрів та затвердження територій територіальних громад Житомирської області», до складу громади були включені території та населені пункти Кам'янобрідської селищної ради Баранівського району.
Відповідно до постанови Верховної Ради України від 17 червня 2020 року «Про утворення та ліквідацію районів», громада увійшла до новоствореного Новоград-Волинського (з 2022 року — Звягельського) району Житомирської області.

## Соціальна сфера
Станом на 2017 рік на утриманні громади перебували 4 фельдшерсько-акушерські пункти, 2 поліклініки, 2 школи, 2 дитячі садки, 10 закладів культури та заклад фізичної культури.

## Старостинські округи
- Кам'янобрідський
- Мар'янівський[5]